# 葛拉漢海岸

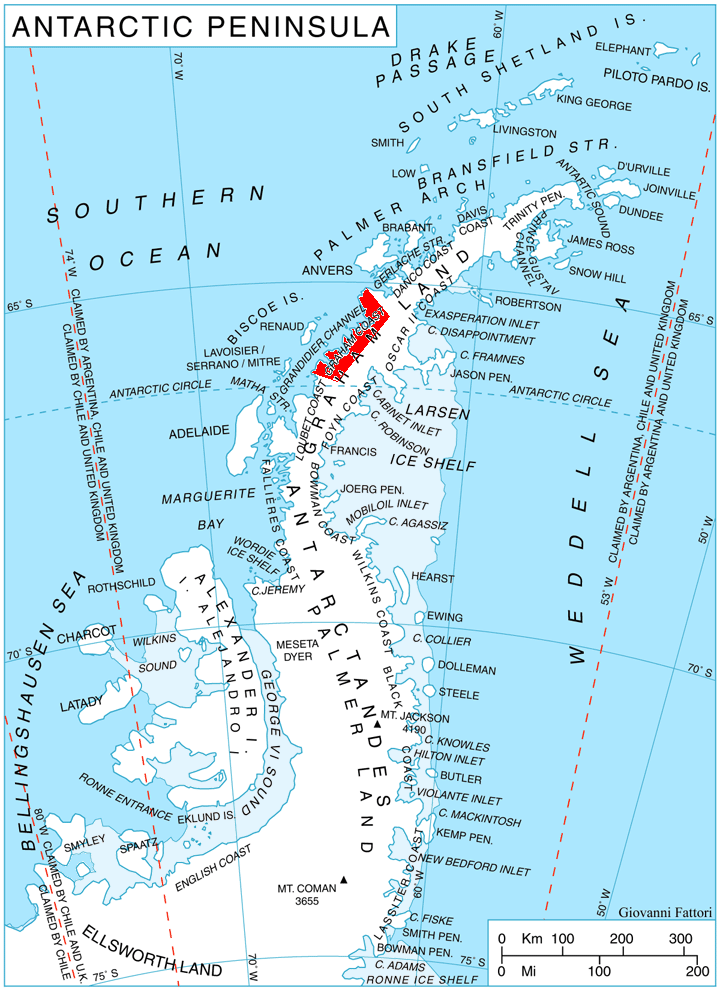

葛拉漢海岸（英語：Graham Coast）是南極洲的海岸，位於南極半島，處於葛拉漢地西岸，全長172公里，西南面是貝盧角，東北面是雷納德角，以英國第一海軍大臣命名。

## 外部連結
- Composite Antarctic Gazetteer（页面存档备份，存于）.

65°45′S 64°00′W / 65.750°S 64.000°W